# 삼탄역
삼탄역(Samtan station, 三灘驛)은 대한민국 충청북도 충주시 산척면에 있는 충북선의 역이다. 무궁화호가 하행 5회, 상행 4회씩 정차하고 있다. 삼탄이라는 이름은 강이 만들어낸 광천소여울, 소나무여울, 따개비여울의 세 여울에서 유래되었고, 역 인근에 영화 《박하사탕》 촬영지가 있다.

## 연혁
- 1959년 2월 15일 : 배치간이역으로 영업 개시
- 1967년 7월 1일 : 보통역으로 승격[4]
- 2016년 1월 1일 : 충북선 누리로 개통으로 운행 개시
- 2016년 12월 9일 : 누리로 운행 중단 및 무궁화호로 대체
- 2020년 8월 2일 : 역 구내 침수와 토사 유출로 충주역 ~ 제천역 운행 중단[5]
- 2020년 9월 8일: 충주역 ~ 제천역 운행 재개

### 승강장
| ↑충주           |
| １２ \| ３４ \| |
| 봉양↓           |

| 1 | 충북선 | 무궁화호 | 사용하지 않음      |
| 2 | 충북선 | 무궁화호 | 조치원 · 대전 방면 |
| 3 | 충북선 | 무궁화호 | 제천 방면          |
| 4 | 충북선 | 무궁화호 | 사용하지 않음      |

## 인접한 역
| 충북선         | 충북선        | 충북선         |
| -------------- | ------------- | -------------- |
| 충주 대전 방면 | 무궁화 충북선 | 봉양 제천 방면 |